# Paroisse de Grimmer
Pour les articles homonymes, voir Grimmer.
La paroisse de Grimmer est une paroisse civile et un ancien district de services locaux (DSL) du comté de Restigouche au nord-ouest du Nouveau-Brunswick.
À la suite d'un plébiscite en 2011, le DSL de la paroisse de Grimmer est fusionné au village de Kedgwick.

## Toponyme
La paroisse de Grimmer est nommée ainsi en l'honneur de Ward Chipman Hazen Grimmer (1858-1945), qui fut maire, préfet du comté de Charlotte et juge.

## Communautés
La paroisse de Grimmer comprend onze communautés non incorporées en plus du village de Kedgwick dont le territoire est une enclave à celui de Grimmer :
- Kedgwick River
- Petit-Ouest
- Petite-Réserve
- Quatre-Milles
- Rang-Double-Nord
- Rang-Double-Sud
- Rang-Sept
- Six-Milles
- Thibault
- Tracy Depot
- Whites Brook

## Histoire
La municipalité du comté de Restigouche est dissoute en 1966. La paroisse de Grimmer devient un district de services locaux en 1967.
Le 20 septembre 2011, le conseil municipal de Kedgwick vote en faveur de la fusion du village et du DSL de la paroisse de Grimmer afin de former la communauté rurale de Kedwick. Le 3 octobre 2011, la population du DSL vote en faveur de la proposition dans une proportion de 80 %. La communauté rurale est constituée dans les mois suivants et la première élection a lieu le 14 mai 2012.

## Économie
Entreprise Restigouche a la responsabilité du développement économique.

### Chronologie municipale

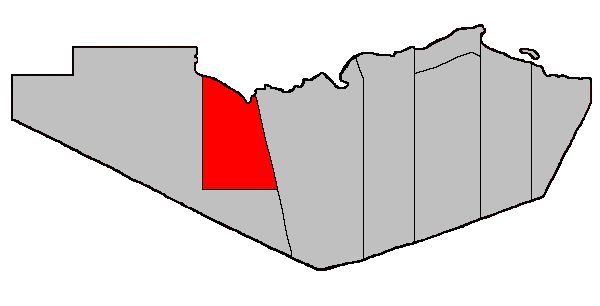
Situation sur une carte des paroisses civiles du comté de Restigouche (certains DSL et municipalités ne sont donc pas montrés).

## Vivre à Grimmer
Grimmer est traversé par deux tronçons du Sentier international des Appalaches.